# 제비꽃목

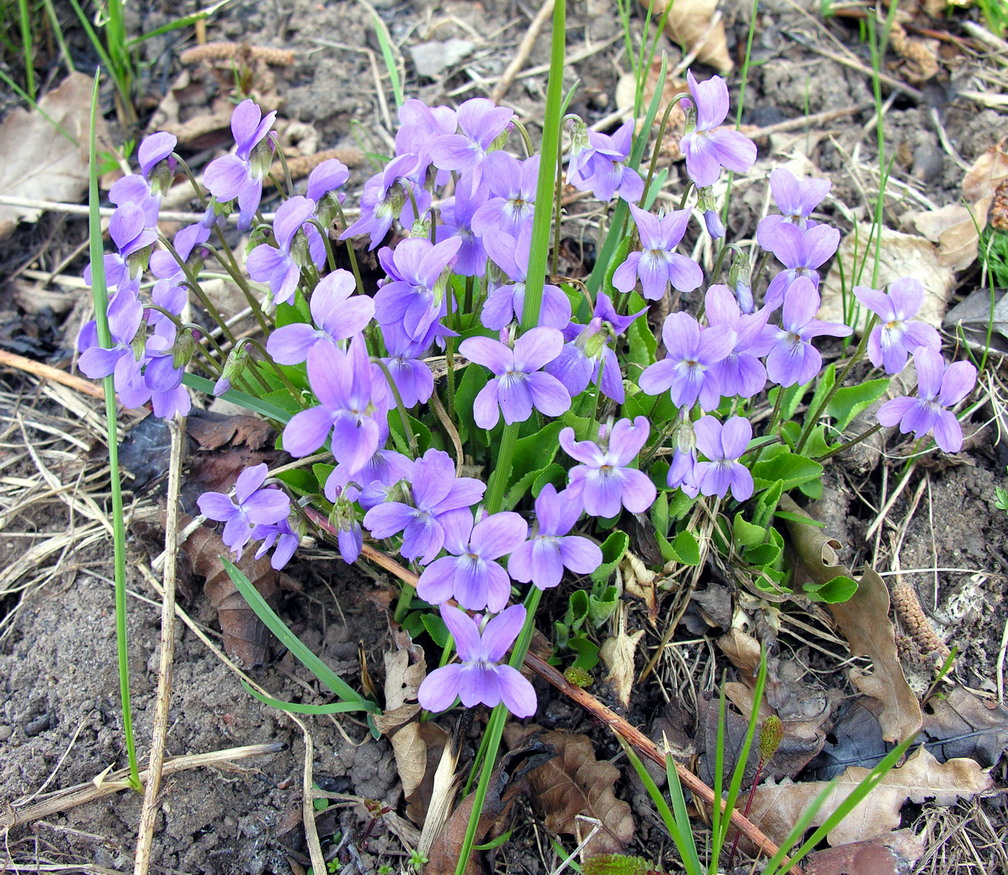

제비꽃목(Violales)은 속씨식물 분류군의 하나이다. 크론퀴스트 분류 체계는 제비꽃과를 모식과를 하는 속씨식물 목의 하나로 분류한다. 분류 체계에 따라 포함된 과는 다르다.
속씨식물 계통분류 그룹(APG, Angiosperm Phylogeny Group)은 제비꽃목을 인정하지 않으며, 제비꽃과는 말피기목으로 분류하고, 다른 과들은 여러 목으로 나누어 분류하고 있다.
- 제비꽃목 (Violales)
아카리아과 (Achariaceae) → 말피기목 (Malpighiales)
안키스트로클라투스과 (Ancistrocladaceae) → 석죽목 (Caryophyllales)
베고니아과 (Begoniaceae) → 박목 (Cucurbitales)
빅사과 (Bixaceae) → 아욱목 (Malvales)
파파야과 (Caricaceae) → 십자화목 (Brassicales)
키스투스과 (Cistaceae) → 아욱목 (Malvales)
박과 (Cucurbitaceae) → 박목 (Cucurbitales)
다티스카과 (Datiscaceae) →  박목 (Cucurbitales)
디온코필룸과 (Dioncophyllaceae) →  석죽목 (Caryophyllales)
이나무과 (Flacourtiaceae) → 말피기목 (Malpighiales)의 버드나무과 Salicaceae)에 포함
관봉옥과 (Fouquieriaceae) → 진달래목 (Ericales)
프란케니아과 (Frankeniaceae) → 석죽목 (Caryophyllales)
굽술꽃과] (Hoplestigmataceae) → 분류학적 위치가 불확실
후아과 (Huaceae) → 진정장미군 I (eurosids I)의 기저 분류군의 분류
라키스테마과 (Lacistemataceae) →  말피기목 (Malpighiales)
로아사과 (Loasaceae) →  층층나무목 (Cornales)
말레세르비아과 (Malesherbiaceae) →  말피기목 (Malpighiales)의 시계꽃과 (Passifloraceae)에 포함
시계꽃과 (Passifloraceae) →  말피기목 (Malpighiales)
페리디스쿠스과 (Peridiscaceae) →  말피기목 (Malpighiales)
스키포스테기아과 (Scyphostegiaceae) → 말피기목 (Malpighiales)의 버드나무과 (Salicaceae)에 포함
통조화과 (Stachyuraceae) → 크로소소마목 (Crossosomatales)
위성류과 (Tamaricaceae) → 석죽목 (Caryophyllales)
투르네라과 (Turneraceae) →  말피기목 (Malpighiales)의 시계꽃과 (Passifloraceae)에 포함
제비꽃과 (Violaceae) → 말피기목 (Malpighiales)